# Sleeps Society
Sleeps Society è il quinto album in studio del gruppo musicale britannico While She Sleeps, pubblicato nel 2024.

## Tracce
1. Enlightenment(?) – 5:02
2. You Are All You Need – 3:28
3. Systematic – 2:56
4. Nervous (featuring Simon Neil of Biffy Clyro) – 4:06
5. Pyai – 1:54
6. Know Your Worth (Somebody) – 4:37
7. No Defeat for the Brave (featuring Deryck Whibley of Sum 41) – 4:12
8. Division Street – 3:34
9. Sleeps Society – 3:19
10. Call of the Void (featuring Sleeps Society) – 4:11
11. The End – 7:03

Edizione Deluxe
1. Enlightenment(?) – 5:02
2. You Are All You Need – 3:28
3. Systematic (new version; featuring Rou Reynolds of Enter Shikari) – 3:31
4. Eye to Eye – 3:53
5. Nervous (featuring Simon Neil of Biffy Clyro) – 4:06
6. Pyai – 1:54
7. Know Your Worth (Somebody) – 4:37
8. No Defeat for the Brave (featuring Deryck Whibley of Sum 41) – 4:12
9. The Enemy Is the Inner Me – 3:09
10. Division Street – 3:34
11. Sleeps Society – 3:19
12. Fakers Plague – 5:53
13. The Long Way Home – 4:46
14. You Are All You Need (acoustic version) – 4:40
15. Call of the Void (featuring Sleeps Society) – 4:11
16. The End – 7:03

## Formazione
- Lawrence "Loz" Taylor – voce
- Sean Long – chitarra, cori, sintetizzatore
- Mat Welsh – chitarra, voce, piano
- Aaran McKenzie – basso, cori
- Adam "Sav" Savage – batteria, percussioni, piano